# 더 파티
《더 파티》(영어: The Party)는 2017년 공개된 영국의 블랙 코미디 영화이다.

## 출연
- 퍼트리샤 클라크슨 - 에이프릴 역
- 브루노 간츠 - 고트프리트 역
- 체리 존스 - 마사 역
- 에밀리 모티머 - 지니 역
- 킬리언 머피 - 톰 역
- 크리스틴 스콧 토머스 - 재닛 역
- 티머시 스폴 - 빌 역

## 기타 제작진
- 총괄 제작: 존 기와아무, 로버트 핼미 주니어, 짐 리브